# Hospital Preciosa Sangre
El Hospital Preciosa Sangre (en chino: 寶血醫院) es un hospital privado en la región administrativa especial de Hong Kong al sur de China, que se encuentra en el n.º 113 en la zona de Sham Shui Po de Kowloon oeste. Es un hospital católico, dirigido por la organización humanitaria Caritas, como el Hospital Canossa. Los pacientes de toda las creencias y grupos son atendidos allí.
El Hospital de la Preciosa Sangre se compone de tres alas. Las dos primeras fueron construidas en 1937 y 1939. La tercera, llamada George Washington Wing, fue construida en 1975.